# Lygephila craccae
Lygephila craccae is een vlinder uit de familie van de spinneruilen (Erebidae). 
De vlinder lijkt sterk op de wikke-uil, maar is iets smaller en meestal zijn langs de costa van de voorvleugel drie (vage) donkere vlekjes zichtbaar. De voorvleugellengte is 18 tot 20 millimeter.

## Levenscyclus
De waardplanten van deze soort zijn soorten wikke (Vicea), met name vogelwikke (V. cracca) waarnaar de wetenschappelijke naam craccae verwijst. De rups is te vinden van april tot juli. De rups verpopt in de strooisellaag of vlak onder de grond. De imago vliegt van begin juli tot eind augustus.

## Verspreiding
De soort komt voor in gematigde delen van het Palearctisch gebied. In België is de soort zeer zeldzaam, en komt alleen nog voor in de provincie Namen. Vroeger kwam de soort ook voor in de provincies Luxemburg en Antwerpen. In Nederland komt hij niet voor.